# Owadi Gerzewitsch Sawitsch
Owadi Gerzewitsch Sawitsch (russisch Овадий Герцович Савич; wiss. Transliteration Ovadij Gercovič Savič; geb. 29. Juli 1896 in Warschau; gest. 19. Juli 1967 in Moskau) war ein sowjetischer Schriftsteller, Journalist und literarischer Übersetzer.

## Leben und Wirken
Owadi Sawitsch studierte in Moskau Jura, begann eine Karriere als Schauspieler und war viel im Ausland unterwegs. Er nahm als TASS-Korrespondent am Spanischen Bürgerkrieg teil. Seine Erlebnisse darin verarbeitete er in seinem Buch Ljudi Internazionalnych brigad (Menschen der Internationalen Brigaden) und anderen Werken. Er war im Zweiten Weltkrieg als Frontberichterstatter tätig. Für das Schwarzbuch bereitete er mehrere Schilderungen zum Druck vor.
Sein Interesse an der spanischen Kultur fand Ausdruck in Übersetzungen spanischer Dichter, wie Antonio Machado und Rafael Alberti. Er übersetzte auch lateinamerikanische Autoren, darunter Pablo Neruda, Gabriela Mistral, Nicolás Guillén, Luis Carlos López und andere.

## Publikationen (Auswahl)
vgl. Madeleine Pichler, S. 90
- Sinni schelk (Синний шелк / Sinnij šelk, 1927) – Erzählungen
- Plawutschi ostrow (Плавучий остров / Plavučij ostrov, 1927) – Erzählungen
- Woobraschajemy sobessednik (Воображаемый собеседник / Voobražaemyj sobesednik, 1928) – Roman
- Ljudi internazionalnych brigad (Люди интернациональных бригад / Ljudi  internacional’nych  brigad,  1938)
- Dwa goda w Ispanii 1937-1937 (Два года в Испании 1937-1939 / Dva  goda  v  Ispanii. 1937-1939 / Zwei Jahre in Spanien. 1937-1939, 1961)